# Пуп земли
Пуп земли́ — космологическое понятие центра мира в различных религиозно-мифологических традициях, мифопоэтический символ центра.
Одна из репрезентаций (образов) мифологической середины мира — сакрального центра вселенной, выполняющего гармонизирующую роль. В Толковом словаре Владимира Даля: Пуп земли, по поверью, какое-то средоточие, напр. пуп земли Ерусалим (Иерусалим есть пуп земли); иные относят его к Эфиопии, иные принимают два пупа, в полюсах, остьях.

## В Древнем мире

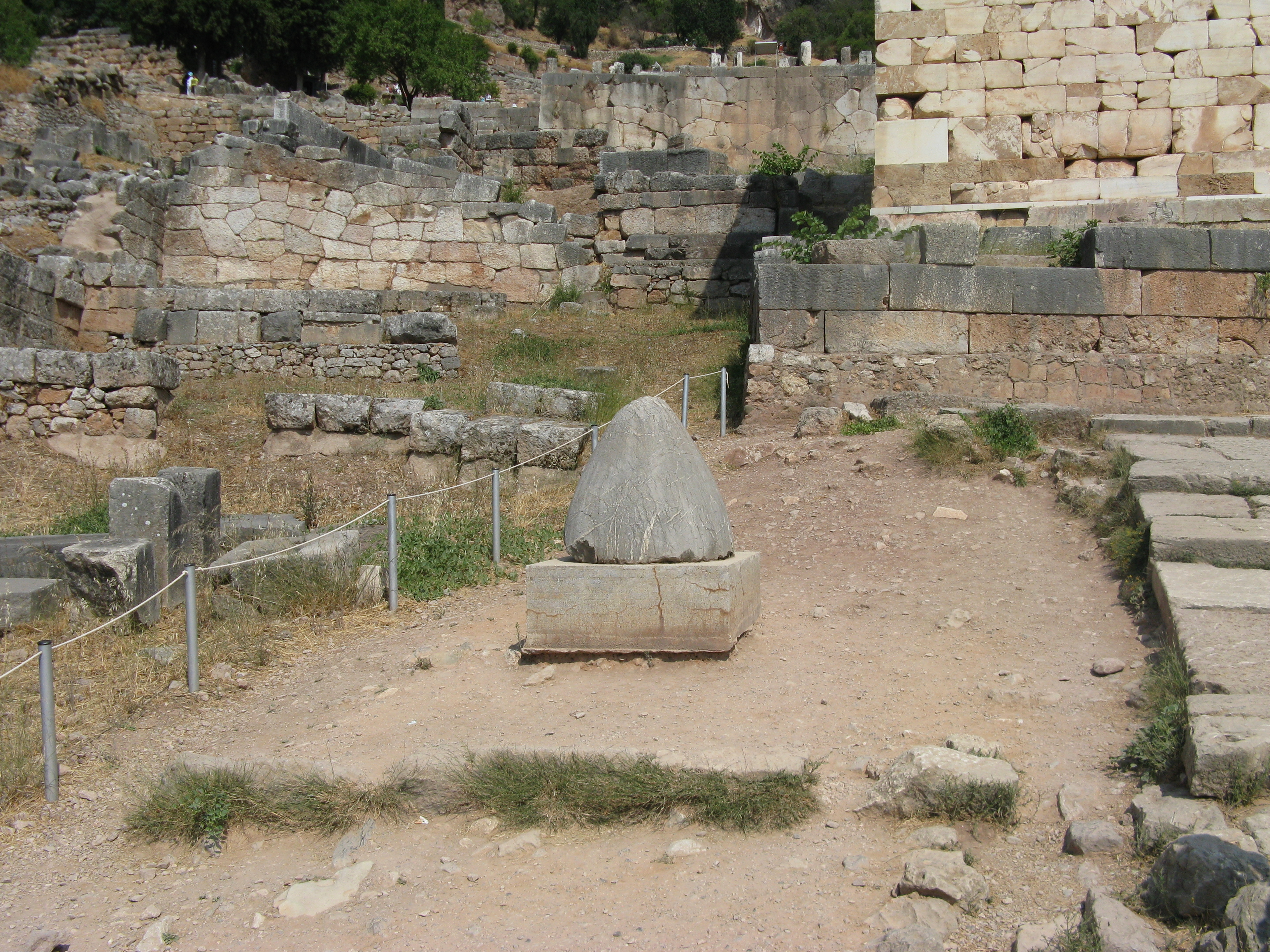
Пуп земли в Дельфах

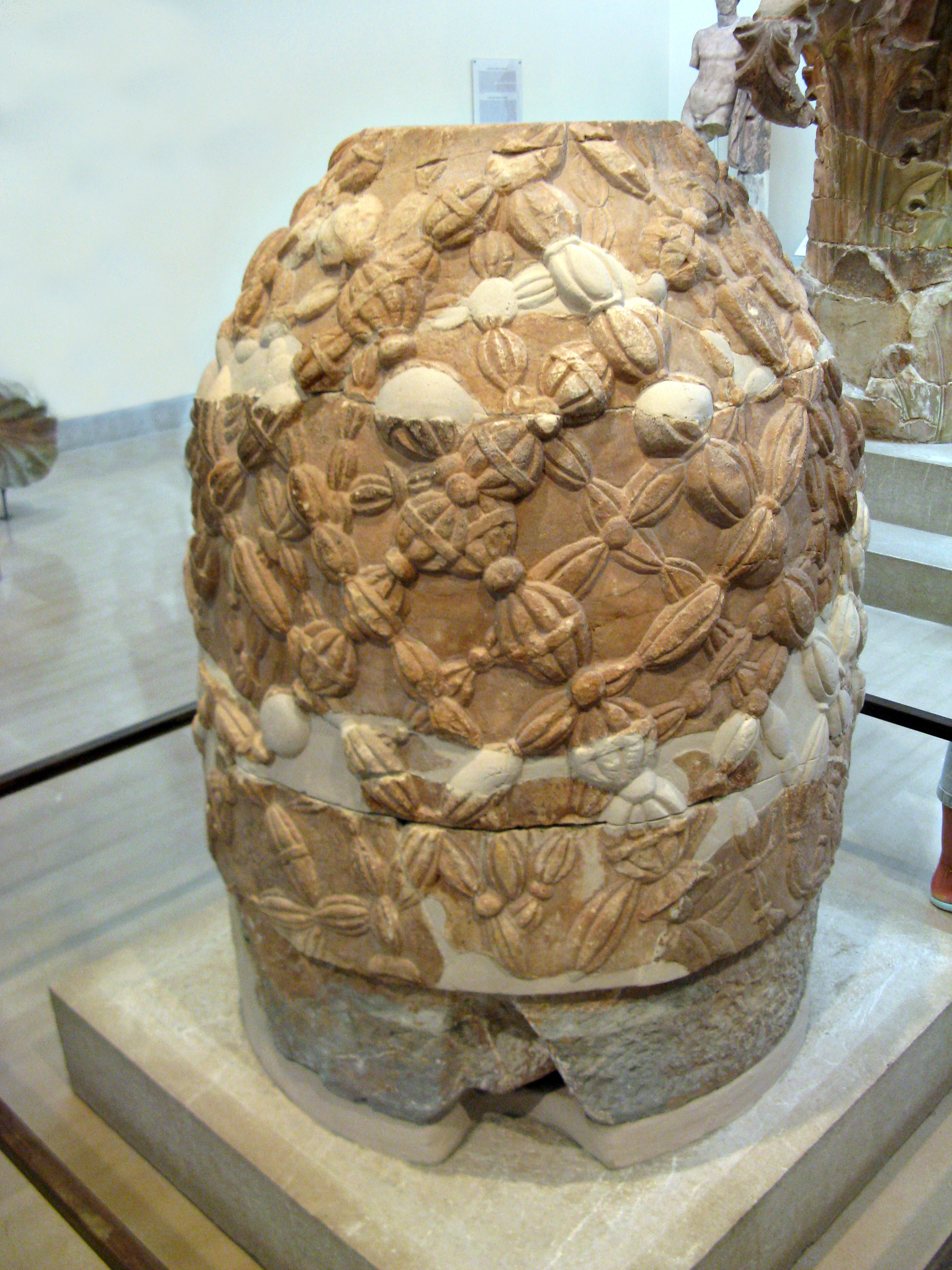
Омфал в дельфийском археологическом музее

Омфал (др.-греч. ὀμφαλός — пуп) — древний культовый объект (байтил) в Дельфах (Δελφοί), считавшийся пупом земли. Этот посвящённый Аполлону камень хранился в его храме, имел вид монолитной глыбы и находился в целле, в окружении двух золотых орлов.

## В иудаизме
В Талмуде Камень Основания (или Краеугольный камень) Храмовой горы, на котором располагался Иерусалимский храм, а сейчас стоит мусульманский Купол Скалы, считается краеугольным камнем мироздания, поскольку именно с него Господь начал Сотворение мира.
Но согласно истории об Авимелехе из Книги Судей (Суд. 9:37) Пуп Земли — это топоним около города Сихема, возможно одна из священных гор, Гризим.

## В христианстве
С древности христиане стали называть так Иерусалим, основываясь на словах псалма: «Боже, Царь мой от века, устрояющий спасение посреди земли!» (Пс. 73:12), а также на словах пророка Иезекииля: «Так говорит Господь Бог: это Иерусалим! Я поставил его среди народов, и вокруг него — земли.» (Иез. 5:5). В самом же Иерусалиме, чуть ли не со времен святой царицы Елены, стали указывать Пуп Земли прямо напротив входа в пещеру Гроба Господня. Тогда же это место сделалось символическим христианским центром Земли, местом спасения всего человеческого рода. По православной традиции оно и сейчас находится внутри Храма Гроба Господня, на середине прямой линии, соединяющей алтарь православного кафоликона и Кувуклию, часовню, построенную над Гробом Господним. Чтобы обозначить его точное местоположение, здесь ставят символическую невысокую мраморную чашу с шаром внутри, на котором начертан крест. В хожении игумена Даниила в Святую землю (XII век) в конце главы о церкви Воскресения Господня говорится: «Здесь же, за стеной, вне алтаря, находится Пуп земли; над ним сделан свод, и сверху мозаикой изображен Христос, и надпись гласит: „Вот пядью Моей Я измерил небо и землю“».

## В других религиях и мифологиях
Космогонические представления любой культуры как правило содержат сходные представления:
- Алатырь-камень — священный камень в русских старинных преданиях и фольклоре.
- Куско (кечуа Qusqu, Qosqo — Пуп Земли[источник не указан 2993 дня]) — официальное название столицы Империи инков.
- Те-Пито-те-хенуа (рап. Te-Pito-te-henua — Пуп Земли) — на острове Пасхи рапануйцы называют ритуальную площадку с большим круглым камнем в центре и четырьмя меньшего размера по сторонам света, а также это одно из названий самого острова.
- Гора Суншань, не соотносясь с представлением о Земле как о теле, тем не менее трактовалась древними китайцами как Центр Мира. В имперскую эпоху представление о горе как сакральном центре мира закрепилось за Тайшань.

## Переносное значение
- В переносном смысле «пуп земли» — иронический фразеологизм, характеризующий в человеке излишнюю «самость» — самоуверенность, заносчивость и эгоизм.
- В Кунгуре с 2007 года существует памятник «Пуп земли».

## Произведение
- поэма «Пуп земли», Шубоссини[11]

## См.также
- Середина мира (мифология)